# Дикий Ігор Васильович
Ігор Васильович Дикий (нар. 8 грудня 1974, Львів) — український зоолог і полярник, учасник чотирьох антарктичних експедицій. Кандидат біологічних наук, доцент кафедри зоології Львівського національного університету імені Івана Франка.

## Біографічні дані
У 1997 році закінчив Львівський національний університет ім. Івана Франка і поступив на стаціонарне відділення аспірантури при кафедрі зоології цього ж університету. У 2000 році завершив навчання в аспірантурі і був зарахований асистентом кафедри зоології ЛНУ ім. Івана Франка. У 2005 році захистив кандидатську дисертацію. З 2007 року — на посаді доцента кафедри зоології біологічного факультету ЛНУ імені Івана Франка. З 2008 року — доцент кафедри зоології.
Учасник експедицій в 1999 році на Кавказ у район Приельбрусся (Кабардино-Балкарія), сходження на г. Ельбрус; 2000 рік — Гірський Алтай (Росія), сходження на г. Бєлуха; 2006, 2009, 2012 — Західна Антарктида, сходження на г. Де-Марія, г. Мілл, г. Скот; г. Шеклтон та Пік Століття Пласту; 2012 рік — Аляска (США).
Із початком повномасштабного вторгнення Росії з перших днів вступив до лав 125-ї бригади ТрО, а згодом — до Сухопутних військ.

## Участь у Антарктичних експедиціях

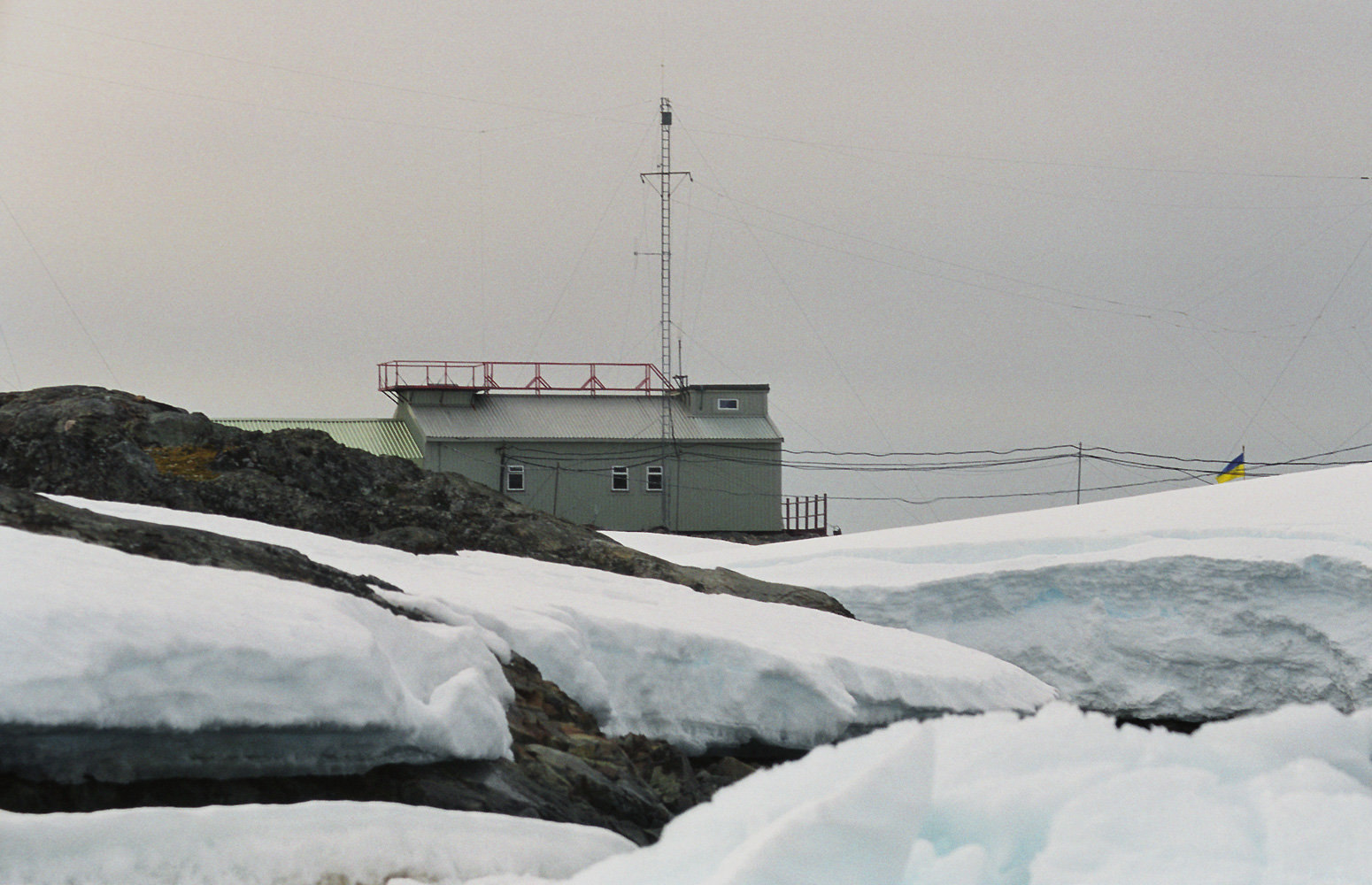
Станція Академік Вернадський

Чотири рази був учасником українських антарктичних експедицій на станції «Академік Вернадський» (= Фарадей), у тому числі три повні роки (три зимівлі):
- 2006—2007 — 11-та Українська антарктична експедиція
- 2009—2010 — 14-та Українська антарктична експедиція
- 2011—2012 — 17-та (сезон) Українська антарктична експедиція
- 2019—2020 — 24-та Українська антарктична експедиція

Наукові дослідження Ігоря Дикого на станції анонсовано на сайті ЛНУ.

## Участь у наукових товариствах
Ігор Васильович — член ради Теріологічної школи, активний учасник щорічних теріологічних шкіл-семінарів, починаючи з 5-ї (1998, Харків та біостанція «Гайдари»). Організатор двох теріологічних шкіл — 2002 року (IX теріошкола) та 2010 року (XVII теріошкола):
- IX Теріологічна школа-семінар — «Методики обліку теріофауни» — заповідник Розточчя, 7-12 жовтня 2002 року. Головний організатор від приймаючої сторони — Ігор Дикий (за активної участі Володимира Мисюка та Тараса Гузія). Звіт про школу [Архівовано 23 жовтня 2013 у Wayback Machine.].

- XVII Теріологічна школа-семінар — «Ресурси фауни і фауна як ресурс» — Шацький національний парк, 20-25 вересня 2010 р. Головний організатор від приймаючої сторони — Ігор Дикий, за активної участі В. Тищенко, А. Сагайдака та всіх зоологів кафедри зоології та Зоологічного музею ЛНУ імені Івана Франка.

## Наукові публікації
Ігор Васильович — автор 130 публікацій, з них монографій — 4, навчальних посібників — 2, статей — 57, тез доповідей — 62.

### Дисертація

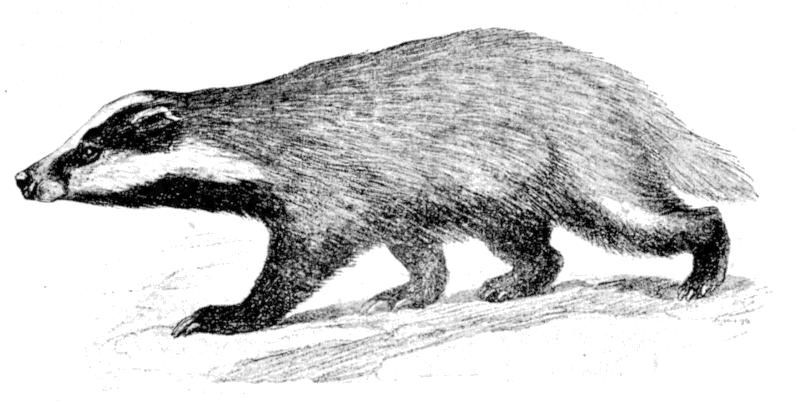
Борсук європейський (Meles meles) — об'єкт дисертаційного дослідження Ігоря Дикого

Дисертація присвячена екології борсука на заході України і захищена 2005 року. Анотація та автореферат дисертації розміщені на сайті Теріошколи [Архівовано 22 травня 2016 у Wayback Machine.].
- Дикий І. В. Борсук (Meles meles L., 1758) на заході України: морфологія, поширення, екологія, охорона. — Рукопис. Дисертація на здобуття наукового ступеня кандидата біологічних наук за спеціальністю 03.00.08 — зоологія. — Інститут зоології ім. І. І. Шмальгаузена НАН України, Київ, 2004.

### Монографії та навчальні посібники
- Царик Й. В., Яворський І. П., Шидловський І. В., Дикий І. В., Лєснік В. В., Решетило О. С., Горбань І. М., Сребродольська Є. Б., Затушевський А. Т. Хребетні тварини Західних областей України (навчальний посібник для студентів біологічного факультету. — Львів: видав. центр ЛНУ ім. І. Франка, 2003. — 54 с.

- Дикий І. Хижі ссавці. (Carnivora) / Загороднюк І. (ред.) Фауна печер України. Київ, 2004. — С. 96-98. (Амеличев Г., Аністратенко В., Атамась Н., Башта Т., Бобкова О. Варгович Р., Годлевська О., Головачов О., Дикий І. та ін. — 248 с.)

- Шацьке поозер'я: характеристика абіотичних і біотичних компонентів екосистеми / Царик Й. В., Горбань І. М., Грабовський В. А., Хмелівський В. О., Богуцький А. Б., Костюк О. В., Дзендзелюк О. С., Карпенко Н. І., Залеський А. Б., Баранов В. І., Лашманов В. І., Головачов О. В., Дикий І. В., Думич О. Б., Закала О. С., Іванець О. Р., Лєснік В. В., Савицька О. М., Сеник М. А., Сребродольська Є. Б., Шидловський І. В., Яворський І. П., Ященко П. Т. — Львів: Євросвіт, 2008. — 202 с.

- Порадник карпатського лісівника / Чернявський М. В., Парпан В. І., Бродович Р. І., Гаврусевич А. М., Гайда Ю. І., Геник Я. В., Гербут Ф. Ф., Гніденко В. І. Гудима В. Д., Гузь М. М., Дебринюк Ю. М., Делеган І. В., Дикий І. В. та ін. / За ред. М. В. Чернявського. — Івано-Франківськ: Фоліант, 2008. — 368с.

- I. Parnikoza, I. Dykyy, V. Trokhymets et all. Curent state and peculiarities of antarctic herb tundra formation Argentine islands and nearest Archipelago // British Antarctic survey. 2009. — 16 p.
- Каталог колекцій ссавців Зоологічного музею Львівського національного університету імені Івана Франка[недоступне посилання з травня 2019] / Укладачі: Затушевський А. Т., Шидловський І. В., Закала О. С., Дикий І. В., Головачов О. В., Сеник М. А., Романова Х. Й. — Львів: Видавничий центр ЛНУ ім. І. Франка, 2010. — 442 с.

### Статті
- Дикий І. В., Сребродольська Є. Б., Башта Т. А. Хіроптерологічні дослідження Львівщини: минуле і сучасне // Європейська ніч кажанів'98 в Україні / За ред. І. Загороднюка. — Київ. — 1998. — С. 153—155. — (Праці Терілогічної школи, Вип. 1).

- Дикий І. В. Антропогенний вплив на поселення борсука (Meles meles L.) та їх розташування в залежності від структури передгірних та рівнинних ландшафтів Львівщини // Вестн. зоол. — 2000. — Дод. № 14. — С. 120—123.

- Загороднюк І., Дикий І. Публікації про великих хижих ссавців України // Novitates Theriologicae. — 2001. — Pars 4. — С. 63-70.

- Овадовська Е., Дикий І. Досвід реінтродукції та радіотелеметрії рисі в Кампіноському національному парку // Матеріали школи-семінару «Великі хижі ссавці України та прилеглих країн» (Селезівка, 15-17 грудня 2000 р.) / Novitates Theriologicae. — 2001. — Р. 4. — С. 18-20.
- Дикий І. В. Сучасний стан популяції борсука (Meles meles L.) в умовах заходу України // Вісник Львівського національного університету, серія біологічна. — 2001. — Випуск 27. — С.151-155.
- Башта А. Т., Сребродольська Є. Б., Дикий І. В., Мисюк В. О. Ставкова нічниця Myotis dasycneme в західних областях України // Вісник Луганського державного педагогічного університету імені Тараса Шевченка. — 2002. — № 1 (45). — С. 110—112.
- Дикий І. В. Аналітичний огляд наукових праць з проблем біології борсука (Meles meles L.) [Архівовано 29 жовтня 2013 у Wayback Machine.] // Вісник Луганського державного педагогічного університету імені Тараса Шевченка. — 2002. — № 1 (45). — С. 154—170.
- Загороднюк І. В., Дикий І. В., Делеган І. В., Жила С. М. Проблеми вивчення і моніторингу великих хижих ссавців України: (підсумки семінару в Поліському заповіднику 2002 року) // Науковий вісник УкрДЛТУ. — 2002. — Випуск 12.3. — С. 48-54.
- Delehan I., Dykyy I., Dzubenko N., Srebrodolska Ye. Problems of the protection of large carnivores in the Ukrainian Carpathians // Вісник Львівського національного університету, серія біологічна. — 2002. — Випуск 30. — С. 99-105.

- Загороднюк І. В., Дикий І. В. ІХ Міжнародна теріологічна школа-семінар «Методики обліку теріофауни» // Вестник зоологии. — 2002. — 36, № 6. — С. 97-98.

- Дикий І. Особливості поселень борсука (Meles meles L.) на території заходу України // Вісник Львівського університету, серія біологічна. — 2005. Випуск 40. — С. 101—110.

- Дикий І., Дика О. Живлення борсука на території Західної України // Науковий вісник Ужгородського університету, серія біологія. — 2005. Випуск 17. — С. 42-49.

- Дикий І., Кусьнеж О., Мисюк В. Фауна кажанів Медової печери (Львівщина) і питання їх охорони // Раритетна теріофауна та її охорона. — Луганськ, 2008. — С. 214—218.

- Дикий І., Сребродольська Є. Рідкісні і малочисельні види ссавців Шацького національного природного парку // Раритетна теріофауна та її охорона. — Луганськ, 2008. — С. 102—106.

- Загороднюк І., Дикий І. Нічниця північна (Myotis brandtii) на заході України: ідентифікація, поширення, екоморфологія // Вісник Львівського університету. Серія біологічна. — 2009. — Вип. 49. — С. 111—127.

- C. Melis, B. Jedrzejewska, M. Apollonio, W. Jedrzejewski, K. Bartoš, J. Linnell, I. Kojola, J. Kusak, M. Adamic, S. Ciuti, I. Delehan, I. Dykyy [et all.] Predation has greater impact in less productive environments: biogeographic variation in roe deer Capreolus capreolus population density across Europe // Global Ecology and Biogeography. 2009. — Volume 18, Issue 6, P. 724—734.

- Chesalin М., Naveen R., Lynch H., Bullock I., Rider M., Miller A., Forrest S., Dagit R., Dykyy I., Timofeyev V. Long-term changes in populations of seabirds on Petermann Island and surrounding islands in Graham Land, Antarctic Peninsula // Морской экологический журнал. — 2009 — Т.8, № 3 — С. 5—13.

- Parnikoza I. , Convey P., Dykyy I. , Trokhymets V. et all. Current status of the Antarctic herb tundra formation in the Central Argentine Islands // Global Change Biology. — 2009 — 15. — P.1685-1693.
- Dykyy I. The feeding peculiarities of the antarctic seals in the region of the archipelago of Argentina Islands // Ukrainian Antarctic Journal. — 2009. — 8. — P.215-223.
- Pilot M., Branicki W., Jedrzejewski W., Goszczynski J., Jedrzejewska B., Dykyy I., Shkvyrya M., Tsingarska E. Phylogeographic history of grey wolves in Europe // MC Evolutionary Biology . — 2010 — 10:104. — P. 1-29.

- Загороднюк І., Дикий І. Мисливська теріофауна України: видовий склад і вернакулярні назви // Вісник Львівського університету. Серія біологічна. — 2012. — Вип. 58. — С. 21-44.